# Nathanacris quadrimaculata
Nathanacris quadrimaculata är en insektsart som beskrevs av Willemse, F.M.H. och Sigfrid Ingrisch 2004. Nathanacris quadrimaculata ingår i släktet Nathanacris och familjen gräshoppor. Inga underarter finns listade i Catalogue of Life.